# كنيسة سانتا ماريا في بريرا
كنيسة سانتا ماريا في بريرا (بالإيطالية: Chiesa di Santa Maria in Brera)‏ كنيسة سابقة في ميلانو في لومبارديا في شمال إيطاليا بناها الهوميلياتي بين عامي 1180 و1229 وكسوها بواجهة رخامية وبوابة قوطية من تصميم جيوفاني دي بالدوتشيو في القرن الرابع عشر. قدمت الكنيسة وهدم جزء منها خلال حكم نابليون في أوائل القرن التاسع عشر. تشغل الغرف النابليونية في بيناكوتيكا دي بريرا الطابق العلوي مما كان يُعرف باسم صحن الكنيسة.